# Otomaco
Otomaco, pleme američkih Indijanaca porodice Otomacan, nastanjeno uz gornji Orinoco na jugu Venezuele. Otomaco su do skora izolirano živjeli od lova, ribolova i uzgoja kukuruza. Prvi puta otkriveni su od Europljana u ranom 18. stoljeću, za koje izvori kažu da su bili monogamni, te da su vlasništvo i hranu dijelili zajednički. Otomaci su najpoznatiji po običaju jedenja gline, uzrokovano nedostatkom soli, a koju su ponekad miješali s brašnom. O životu Otomaca upoznat je J. Gumilla, koji o nima piše u svojoj Historie naturelle, civile et géographique de l'Orénoque, izdanu u Avignonu 1758.
L. H. Gray u svojoj "Circumcision" navodi da su Otomaci, uz narode kao što su Guamo i Sáliva Indijanci, Abesinci i Židovi vršili obrede circumciziji osam dana po rođenju djeteta.
Jezik otomaco i porodica Otomacan, danas se vodi kao dio Velike porodice Arawakan.